# My Lady's Garter
My Lady’s Garter is een Amerikaanse misdaadfilm uit 1920 onder regie van Maurice Tourneur. Het scenario is gebaseerd op de gelijknamige roman uit 1912 van de Amerikaanse auteur Jacques Futrelle. De film is wellicht zoekgeraakt.

## Verhaal
De met juwelen bezette kousenband van de gravin van Salisbury wordt gestolen uit het British Museum. De politie houdt een klopjacht naar een beruchte oplichter die bekend staat als De Havik. Het onderzoek leidt naar de woning van de spoorwegmagnaat Brokaw. Zijn dochter Helen wordt even later van de verdrinkingsdood gered door Bruce Calhoun, een geheimzinnige vreemdeling die op een jacht woont. De politie verdenkt hem ervan De Havik te zijn.

## Rolverdeling
| Acteur           | Personage        |
| ---------------- | ---------------- |
| Wyndham Standing | Bruce Calhoun    |
| Sylvia Breamer   | Helen Hamilton   |
| Holmes Herbert   | Henry Van Derp   |
| Warner Richmond  | Meredith         |
| Paul Clerget     | Dexter           |
| Warren Cook      | Brokaw Hamilton  |
| Louise de Rigney | Mevrouw Hamilton |
| Charles Craig    | Keats Gaunt      |